# Серж Арош
Серж Аро́ш (фр. Serge Haroche; нар. 11 вересня 1944, Касабланка) — французький фізик, лауреат нобелівської премії з фізики 2012 року (спільно з Девідом Вайнлендом) з формулюванням за «створення проривних технологій маніпулювання квантовими системами».

## Біографія
Серж Арош народився 11 вересня 1944 року в Касабланці, Марокко. Батько Сержа, Альбер Арош був адвокатом і походив з родини євреїв-сефардів. Мати, Валентина Рубльова, походила з єврейської (ашкеназької) родини, що виїхала з Одеси.. Його бабуся та дідусь (Ісаак та Естер Арош) очолювали міську школу Всесвітнього єврейського союзу École de l'Alliance Israélite. Коли Сержу було 12 років, Марокко проголосило незалежність, і його родина переїхала до метрополії Франції.
У 1963–1967 роках вивчав фізику в Еколь Нормаль та на факультеті наук Паризького університету. 1967 року захистив докторську дисертацію. 1971 року захистив другу докторську дисертацію. Його науковим керівником був нобелівський лауреат з фізики Клод Коен-Таннуджи. З 1967 року працював професором з фізики та водночас як науковець CNRS. З 1973 року викладав в Еколь політекнік, а з 1974 року став професором Університету Париж VI, де працював до 2001 року. З 2001 року він — професор Колеж де Франс, завідувач кафедри квантової фізики. Як гостьовий професор викладав у Єльському, Гарвардському, Стенфордському університетах, Массачусетському технологічному інституті, університеті Ріо-де-Жанейро.
Нині він проживає в Парижі. Арош є членом Французького, Європейського та Американського фізичних товариств. Серж Арош одружений і має двох дітей. Дядько французького співака Рафаеля Ароша.

## Дослідження
Серж Арош — фахівець в галузі атомної фізики й квантової оптики. Упродовж 1970-х і 1980-х він розробив нову методику лазерної спектроскопії, в основі яких лежить явище надвипромінювання. Пізніше він зацікавився Рідберговим атомом, як називають воднеподібні атоми, збуджені до станів з високим основним квантовим числом. Чутливість таких атомів до мікрохвильового випромінювання дозволяє використовувати їх при вивченні фундаментальних властивостей взаємодії випромінювання з речовиною. Він показав, що в надпровідних резонаторах із невеликим числом фотонів такі атоми утворюють ідеальну систему для вивчення квантової декогенерції, а також, що  такі системи перспективні для реалізації квантової логіки.

## Вибрані публікації
- M. Brune, E. Hagley, J. Dreyer, X. Maître, A. Maali, C. Wunderlich, J. M. Raimond, et S. Haroche: Observing the Progressive Decoherence of the “Meter” in a Quantum Measurement. In: Phys. Rev. Lett. v. 77, 1996, p. 4887–4890.
- Physique quantique [leçon inaugurale faite le jeudi 13 décembre 2001], Paris, Fayard, 2001, p. 72. SBN : 978-2-213-62019-0
- Exploring the Quantum — Atoms, Cavities and Photons (with Jean-Michel Raimond) Oxford University Press, September 2006, ISBN 978-0-19-850914-1
- Laroche, Serge. Jongler avec la lumière - Une exploration du monde quantique, De Vive Voix, Paris (2010)

## Нагороди
- 1992 Премія Гумбольдта
- 1993 Медаль Альберта Міхельсона
- 2007 Charles Hard Townes Award by the OSA
- 2009 Золота медаль Національного центру наукових досліджень
- 2012 Нобелівська премія з фізики (спільно з Девідом Вайнленд)